# Chill (singel The Rasmus)
Chill – drugi singel, z czwartego albumu fińskiego zespołu The Rasmus – Into.

## Lista utworów
CD-single
1. „Chill” – 4:14
2. „F-F-F-Falling” (Acoustic) – 3:28

Maxi single
1. „Chill” – 4:14
2. „F-F-F-Falling” (Acoustic) – 3:28
3. „Can’t Stop Me” – 2:53
4. „F-F-F-Falling” (Music video)